# Húlai mészárlás
A húlai mészárlás egy, a szíriai polgárháború során, 2012. május 25-én elkövetett vérengzés volt, melynek során – máig tisztázatlan körülmények között – 108 húlai civil vesztette életét, köztük 34 nő és 49 gyermek. A mészárlással a szíriai kormány és az ellenzéki lázadók egymást vádolták meg, szemtanúk állítása szerint azonban a támadást a kormány oldalán álló Sabiha milícia hajtotta végre. Az eseményre adott válaszként 13 ország megszakította diplomáciai kapcsolatait Szíriával, köztük az Amerikai Egyesült Államok és az Egyesült Királyság is.

## A mészárlás
A Homsz melletti Húla a Bassár el-Aszad elnök elleni lázadás 2011-es kitörését követően a lázadás egyik bázisává vált, a lakosság jelentős része az ellenzék oldalán foglalt állást. A szíriai hadsereg és a vele szövetséges Sabiha milícia már korábban is hajtott végre támadásokat a húlai ellenzéki tüntetők ellen, több személy halálát okozva. 2012 nyarára Húla a Szabad Szíriai Hadsereg kezére került, a kormányerők azonban rövidesen ostrom alá vették és nehéztüzérséggel lőtték.
Az ellenzéki aktivisták és az ENSZ szerint 2012. május 25-én heves harcok törtek ki egy ellenőrzőpontnál a szíriai hadsereg és lázadó harcosok között, melynek során a lázadók megsemmisítettek egy páncélozott szállító harcjárművet. A hadsereg válaszul tankokkal és tüzérséggel bombázta Húlát.
Szemtanúk állítása szerint aznap este Sabiha milicisták hatoltak be a településre, akik betörtek több házba és az ott talált embereket – helyenként egész családokat – lemészárolták, főként gépfegyverekkel. A milicisták indítéka valószínűleg a bosszú volt a lázadók aznapi támadása miatt. Habár a szíriai kormány tagadta, hogy a mészárlást kormánypárti fegyveresek vitték volna végbe, egy műholdfelvételen világosan látszik, hogy a kormányerők mindössze 1,5 km-re tartózkodtak a mészárlás helyszínétől, az események alatt.
Az ENSZ szerint a vérengzésnek összesen 108 áldozata volt, ebből megközelítőleg 20-an vesztették életüket a bombázások következtében, a többi áldozatot szisztematikusan kivégezték.
A szíriai kormány tagadta, hogy köze lett volna a mészárláshoz, ellenben azt állította, hogy a támadást fegyveres terroristák hajtották végre, akik a civilek lemészárlása mellett katonai ellenőrzőpontokra is rátámadtak, legkevesebb három katonával végezve.
A Frankfurter Allgemeine Zeitung újság Közel-Kelet szakértője, Rainer Hermann felkarolta a szíriai kormány verzióját, szemtanúkra hivatkozva kijelentve, hogy az áldozatok jelentős része visszautasította az Aszad elnök elleni lázadás aktív támogatását.
A húlai mészárlást felhasználva a Szabad Szíriai Hadsereg hivatalosan is felmondta az április 12. óta – névleg – érvényben levő tűzszünetet, folytatva támadásait a kormányerők ellen. Ezzel a Kofi Annan által kidolgozott tervezet a szíriai konfliktus rendezésére végleg megbukott.

## Nemzetközi reakciók
Pan Gimun ENSZ főtitkár már a támadások másnapján elítélte az eseményeket. Május 26-án az országban tartózkodó ENSZ megfigyelők ellátogattak a vérengzés helyszínére, ahol 64 holttestet vehettek szemügyre.
Május 30-ig a húlai mészárlás miatt 13 ország utasította ki a Szíria nagyköveteit, erre válaszul a szíriai kormány is „persona non grata”-nak nyilvánította több ország szíriai nagykövetét. Az ENSZ Biztonsági Tanácsa egy közleményt adott ki, melyben elítélték a mészárlást és a nehéztüzérségi fegyverek bevetését a szíriai kormány által.